# لقب نبيل
لقب نبيل هو امتياز قانوني يمنح منذ قديم الزمن ويهدف إلى تمييز أعضاء طبقة النبلاء عن غيرهم من عامة الشعب. والامتيازات الممنوحة لطبقة النبلاء في الوقت الحالي ما هي إلا بروتوكولات، إلا أنها شكلت أساس النظام الإقطاعي في العصور الوسطى، والقائم بالأساس على تنظيم حيازة الأراضي والعلاقات بين المُقطعين. وما زال هذا النظام قائمًا في البلدان الخاضعة للنظام الملكي مثل بلجيكا والدنمارك وإسبانيا وليختنشتاين ولوكسمبورغ وموناكو والنرويج وهولندا والمملكة المتحدة والسويد والفاتيكان. والألقاب النبيلة في الجانب الأكبر منها هي ألقاب موروثة، حيث تتعاقب على الابن والابنة الكبرى لحامل اللقب ومنها ينتشر استخدامها ليشمل الأزواج الشرعيين والأرامل الذين لم يعقدوا زواجهم مرة أخرى. أما في معظم البلدان التي لا زالت تحتفظ بشدة بالتشريعات النبيلة مثل المملكة المتحدة وإسبانيا، فإن هذه الألقاب لا يمكن أن تكون مجالًا للمعاملات التجارية وتتم المعاقبة القانونية لكل من يسيء استخدامها.